# Medasina vandenberghi
Medasina vandenberghi är en fjärilsart som beskrevs av Louis Beethoven Prout 1925. Medasina vandenberghi ingår i släktet Medasina och familjen mätare. Inga underarter finns listade i Catalogue of Life.